# Antoine Jofre
Antoine Jofre, ou Antoni Jofre (né le 13 juin 1801 à Arles-sur-Tech (Pyrénées-Orientales) - mort le 12 juin 1864) à Montalba-d'Amélie (Pyrénées-Orientales), est un prêtre et poète français de langue catalane, précurseur de la Renaixença en Roussillon (géographie).

## Biographie
Antoine Jofre est le fils d'un apothicaire d'Arles-sur-Tech, dans le département français de langue catalane des Pyrénées-Orientales, où il nait en 1801. Il poursuit ses études de lettres  et de théologie à Carcassonne. Il entre chez les lazaristes. En 1830, il reçoit l'ordination sacerdotale et est nommé à la chaire de théologie du grand séminaire de Carcassonne. Il est ensuite nommé à Cahors en 1833 et à Amiens en 1836.
Malade, il doit quitter les lazaristes pour rejoindre le clergé séculier et rejoindre sa région natale. Il est succursaliste à Fontpédrouse de 1838 à 1841, mais doit encore quitter ce poste pour raisons de santé et retourner chez sa famille à Arles-sur-Tech. En 1851, il devient desservant à Montalba, à proximité d'Arles-sur-Tech, sa ville natale où il meurt le 12 juin 1864.

## Œuvres
Antonie Jofre écrit plusieurs œuvres en vers et en langue catalane. Il s'inspire du poète catalan du XVIIe siècle Francesc Vicent Garcia (en), dit el Rector de Vallfogona. Selon Jean Capeille, la concision et l'ironie de ses vers tiennent de Juvénal, son chef-d'œuvre est Arles, vila fortunada, suivi de l'Epistol al Senyor Durand, diputat, alors Las Bruxas de Carança est son poème que « l'on remarque surtout » en lisant ses œuvres complètes.
Pour Jean Amade, Las Bruxas de Carançà est tout près d'avoir été « le chef-d'œuvre de la poésie roussillonnaise » s'il il n'avait été gâché par « des fictions un peu étranges et ne tombait dans la plus vulgaire satire poétique ». Il précède et annonce Frédéric Mistral et Jacint Verdaguer. « Son œuvre, où abondent les plus belles descriptions, a de la couleur, du mouvement, de la puissance, et une fougueuse énergie qui excelle à rendre le déchaînement des plus grandes forces de la nature ».
Ses poèmes sont édités dans un seul ouvrage publié en 1882 par Joseph Bonafont, dit lo Pastorellet de la Vall d'Arles, autre poète et prêtre roussillonnais.

## Édition des œuvres
(ca) Antoni Jofre, Obras de Antoni Jofre. Las Bruxas de Carança, l'Escupinyada de Satanas, la Dona forte, etc., visuradas, annotadas y aumentadas per lo pastorellet de la vall d'Arles,..., Perpignan, impr. de C. Latrobe, 1882 (lire en ligne)
Cet ouvrage contient : 
1. Las Bruxas de Carançá
2. L'Escupinyada de Satanás
3. La Dona Forte
4. Epistol al meu amich Parrot, trajiner
5. Epistol al Senyor Durand, diputát
6. Epistol al Elector Rossellonés
7. Arles, vila fortunada

d'Antoine Jofre ainsi que des poèmes du Pastorellet de la vall d'Arles.